# Carte figurative de l'instruction populaire de la France
Pour les articles homonymes, voir Carte figurative.

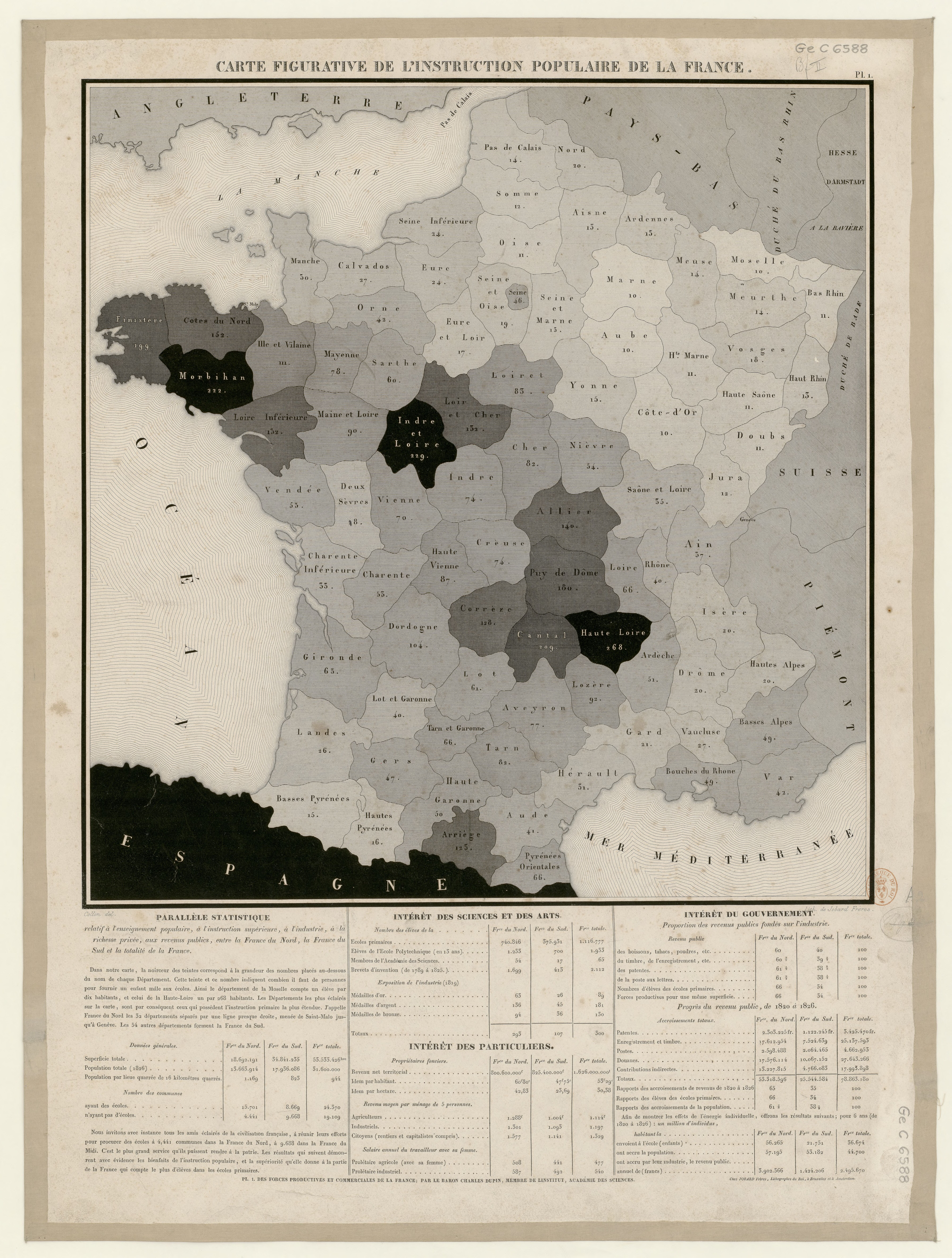
Carte figurative de l'instruction populaire de la France.

La Carte figurative de l'instruction populaire de la France est une carte choroplèthe de la France conçue en 1826 par l'ingénieur, mathématicien et homme politique français Charles Dupin. Elle est considérée comme une des toutes premières cartes thématiques jamais réalisées. Afin d'illustrer le niveau d'éducation en France, elle représente le taux de scolarisation des garçons dans chaque département.

## Histoire
Charles Dupin est sans doute inspiré par les travaux du géographe Conrad Malte-Brun, qui oppose la France du Nord et la France du Sud en ce qui concerne l'instruction.
Dupin fait réaliser sa carte à Bruxelles par le lithographe Jean-Baptiste Collon, chez Jobard frères.
Il la présente lors d'un cours le 30 novembre 1826 au Conservatoire des arts et métiers,,, puis la publie l'année suivante dans sa monographie Forces productives et commerciales de la France.

## Description
La carte constitue la partie supérieure d'une planche lithographique monochrome noir sur papier ; la partie inférieure consiste en une annexe en trois colonnes.
Les variables visuelles de la carte sont constituées d'un nuancier de hachures de couleur noire, sans aplat blanc (même la mer est représentée avec un figuré hachuré concentrique léger), allant d'une saturation faible au noir complet. Les figurés linéaires utilisés sont les contours simplifiés des départements français et les frontières de la France sous leur forme de 1826. La Corse (à l'époque département unique) n'est pas représentée.
Il n'y a pas de légende et les valeurs sont exprimées directement dans les départements. Il s'agit donc à la fois d'une carte à lire et d'une carte à voir.
La légende est la suivante :

« Parallèle statistique relatif à l'enseignement populaire, à l'instruction supérieure, à l'industrie, à la richesse privée, aux revenus publics, entre la France du Nord, la France du Sud et la totalité de la France.
Dans notre carte, la noirceur des teintes correspond à la grandeur des nombres placés au-dessous du nom de chaque Département. Cette teinte et ce nombre indiquent combien il faut de personnes pour fournir un enfant mâle aux écoles. Ainsi le département de la Moselle compte un élève par dix habitants, et celui de la Haute-Loire un par 268 habitants. Les Départements les plus éclairés sur la carte, sont par conséquent ceux qui possèdent l'instruction primaire la plus étendue. J'appelle France du Nord les 32 départements séparés par une ligne presque droite, menée de Saint-Malo jusqu'à Genève. Les 54 autres départements forment la France du Sud. »

## Données
| Département                                      | Habitants par garçon scolarisé | France du Nord ou du Sud selon Dupin |
| ------------------------------------------------ | ------------------------------ | ------------------------------------ |
| Ain                                              | 37                             | Sud                                  |
| Aisne                                            | 13                             | Nord                                 |
| Allier                                           | 140                            | Sud                                  |
| Basses-Alpes (actuelles Alpes-de-Haute-Provence) | 49                             | Sud                                  |
| Hautes-Alpes                                     | 20                             | Sud                                  |
| Ardèche                                          | 51                             | Sud                                  |
| Ardennes                                         | 13                             | Nord                                 |
| Ariège                                           | 125                            | Sud                                  |
| Aube                                             | 10                             | Nord                                 |
| Aude                                             | 41                             | Sud                                  |
| Aveyron                                          | 77                             | Sud                                  |
| Bouches-du-Rhône                                 | 49                             | Sud                                  |
| Calvados                                         | 27                             | Nord                                 |
| Cantal                                           | 209                            | Sud                                  |
| Charente                                         | 53                             | Sud                                  |
| Charente-Inférieure (actuelle Charente-Maritime) | 33                             | Sud                                  |
| Cher                                             | 82                             | Sud                                  |
| Corrèze                                          | 128                            | Sud                                  |
| Côte-d'Or                                        | 10                             | Nord                                 |
| Côtes-du-Nord (actuelles Côtes-d'Armor)          | 152                            | Sud                                  |
| Creuse                                           | 74                             | Sud                                  |
| Dordogne                                         | 104                            | Sud                                  |
| Doubs                                            | 11                             | Nord                                 |
| Drôme                                            | 20                             | Sud                                  |
| Eure                                             | 24                             | Nord                                 |
| Eure-et-Loir                                     | 17                             | Nord                                 |
| Finistère                                        | 199                            | Sud                                  |
| Gard                                             | 21                             | Sud                                  |
| Haute-Garonne                                    | 50                             | Sud                                  |
| Gers                                             | 47                             | Sud                                  |
| Gironde                                          | 63                             | Sud                                  |
| Hérault                                          | 31                             | Sud                                  |
| Ille-et-Vilaine                                  | 111                            | Sud                                  |
| Indre                                            | 74                             | Sud                                  |
| Indre-et-Loire                                   | 229                            | Sud                                  |
| Isère                                            | 20                             | Sud                                  |
| Jura                                             | 12                             | Nord                                 |
| Landes                                           | 26                             | Sud                                  |
| Loir-et-Cher                                     | 132                            | Sud                                  |
| Loire                                            | 66                             | Sud                                  |
| Haute-Loire                                      | 268                            | Sud                                  |
| Loire-Inférieure (actuelle Loire-Atlantique)     | 132                            | Sud                                  |
| Loiret                                           | 83                             | Nord                                 |
| Lot                                              | 61                             | Sud                                  |
| Lot-et-Garonne                                   | 40                             | Sud                                  |
| Lozère                                           | 92                             | Sud                                  |
| Maine-et-Loire                                   | 90                             | Sud                                  |
| Manche                                           | 30                             | Nord                                 |
| Marne                                            | 10                             | Nord                                 |
| Haute-Marne                                      | 11                             | Nord                                 |
| Mayenne                                          | 78                             | Sud                                  |
| Meurthe                                          | 14                             | Nord                                 |
| Meuse                                            | 14                             | Nord                                 |
| Morbihan                                         | 222                            | Sud                                  |
| Moselle                                          | 10                             | Nord                                 |
| Nièvre                                           | 54                             | Nord                                 |
| Nord                                             | 20                             | Nord                                 |
| Oise                                             | 11                             | Nord                                 |
| Orne                                             | 42                             | Nord                                 |
| Pas-de-Calais                                    | 14                             | Nord                                 |
| Puy-de-Dôme                                      | 180                            | Sud                                  |
| Basses-Pyrénées (actuelles Pyrénées-Atlantiques) | 15                             | Sud                                  |
| Hautes-Pyrénées                                  | 16                             | Sud                                  |
| Pyrénées-Orientales                              | 66                             | Sud                                  |
| Bas-Rhin                                         | 11                             | Nord                                 |
| Haut-Rhin                                        | 13                             | Nord                                 |
| Rhône                                            | 40                             | Sud                                  |
| Haute-Saône                                      | 11                             | Nord                                 |
| Saône-et-Loire                                   | 35                             | Nord                                 |
| Sarthe                                           | 60                             | Sud                                  |
| Seine                                            | 46                             | Nord                                 |
| Seine-Inférieure (actuelle Seine-Maritime)       | 24                             | Nord                                 |
| Seine-et-Marne                                   | 13                             | Nord                                 |
| Seine-et-Oise                                    | 19                             | Nord                                 |
| Deux-Sèvres                                      | 28                             | Sud                                  |
| Somme                                            | 12                             | Nord                                 |
| Tarn                                             | 82                             | Sud                                  |
| Tarn-et-Garonne                                  | 66                             | Sud                                  |
| Var                                              | 42                             | Sud                                  |
| Vaucluse                                         | 27                             | Sud                                  |
| Vendée                                           | 53                             | Sud                                  |
| Vienne                                           | 70                             | Sud                                  |
| Haute-Vienne                                     | 87                             | Sud                                  |
| Vosges                                           | 18                             | Nord                                 |
| Yonne                                            | 15                             | Nord                                 |

## Réactions
La carte de Dupin a provoqué une vive polémique.

## Postérité

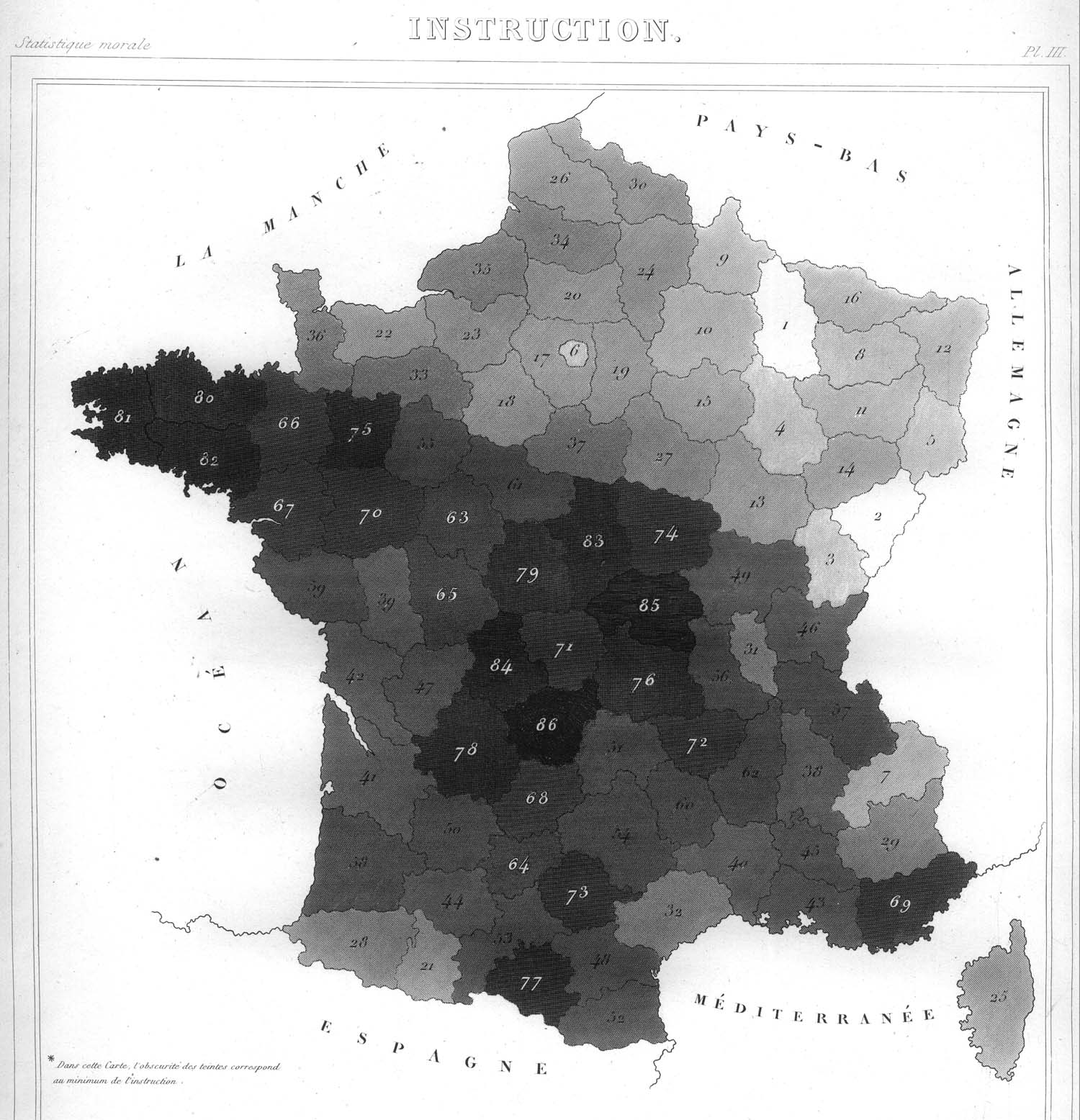
Carte de France de l'instruction d'André-Michel Guerry (1833).

L'année suivant la publication de la carte originelle, Hartog Somerhausen s'en inspire pour sa Carte figurative de l’instruction populaire des Pays-Bas. Adolphe Quetelet fait de même en 1831 avec des données sur la criminalité.
Sept ans après la publication de la carte de Dupin, le statisticien André-Michel Guerry propose une série de cartes reprenant le même procédé graphique, dont l'une est également une Carte de France de l'instruction. La diagonale est beaucoup plus visible et le nuancier est continu. La donnée indiquée dans chaque département est son rang.
George Sand, extrêmement opposée à la Commune de Paris et aux Républicains menés par Léon Gambetta, cite la carte de Guerry à la veille des législatives de février 1871. Elle est alors au château de Boussac, dans le département de la Creuse. Soucieuse de l'adhésion des paysans aux candidats du parti de la paix (orléanistes et légitimistes) soutenus par les notables et les possédants, elle compte sur l'illettrisme des masses pour aboutir à une chambre conservatrice :

« Mardi 7 février, 
Demain ! c'est le jour du vote ! On aura commencé à voter, et dans beaucoup de localités on aura fini de voter sans savoir qu'on est libre de choisir son candidat [...]. Ceux qui ne savent pas lire connaissent au moins certaines lettres qui les guident, ou, s'ils ne les connaissent pas, ils en remarquent la forme et l'arrangement avec la sûreté d'observation qui aide le sauvage à retrouver sa direction dans la forêt vierge. [...] Ils ne connaissent pas plus que moi les candidats qui passent pour représenter leur opinion. [...] Ils aiment les gros industriels, les agriculteurs éclairés, en général tous ceux qui réussissent dans leurs entreprises. [...] 

Et ceci est une question d'ordre, d'économie, de sagesse et d'intelligence, ce n'est pas une question de clocher. Le paysan n'a rien à gagner chez nous au changement de personnes. Étant d'un des départements les plus noirs sur la carte de l'instruction, il est au moins préservé de l'ambition par son ignorance. »

— George Sand, Journal d'un voyageur pendant la guerre, 1871
Ces propos seront relevés par l'historien Henri Guillemin dans son cycle de 13 émissions sur la Commune de Paris, diffusé par la Télévision suisse romande en 1971.